# Club de Fútbol Villanovense
Il Club de Fútbol Villanovense è una società calcistica con sede a Villanueva de la Serena, in Estremadura, in Spagna. 
Gioca nella Segunda División RFEF, la quarta serie del campionato spagnolo.

## Tornei nazionali
- 1ª División: 0 stagioni
- 2ª División: 0 stagioni
- 2ª División B: 9 stagioni
- 3ª División: 12 stagioni

## Stagioni
| Stagione    | Categoria      | Posizione |
| ----------- | -------------- | --------- |
| dal 1992-93 | Cat. regionali | —         |
| al 1995-96  | Cat. regionali | —         |
| 1996/97     | 3ª             | 16°       |
| 1997/98     | 3ª             | 5°        |
| 1998/99     | 3ª             | 12°       |
| 1999/00     | 3ª             | 4°        |
| 2000/01     | 3ª             | 6°        |
| 2001/02     | 3ª             | 4°        |
| 2002/03     | 3ª             | 3°        |
| 2003/04     | 2ªB            | 19°       |
| 2004/05     | 3ª             | 2°        |
| 2005/06     | 3ª             | 1°        |

| Stagione | Categoria | Posizione |
| -------- | --------- | --------- |
| 2006/07  | 2ªB       | 19°       |
| 2007/08  | 3ª        | 3°        |
| 2008/09  | 3ª        | 3°        |
| 2009/10  | 2ªB       | 17°       |
| 2010/11  | 3ª        | 1°        |
| 2011/12  | 2ªB       | 9º        |
| 2012/13  | 2ªB       | 16º       |
| 2013/14  | 3ª        | 1°        |
| 2014/15  | 2ªB       | 4º        |
| 2015/16  | 2ªB       | 12º       |
| 2016/17  | 2ªB       | 3º        |
| 2017/18  | 2ªB       | 6º        |